# Maria (luchadora japonesa)
Maria Takeda (en japonés: 竹田真里亜, Takeda Maria) (Adachi, Tokio; 1 de marzo de 2000), más reconocida por el nombre artístico de Maria, es una luchadora profesional japonesa reconocida por su participación en circuitos independientes y para las promociones Pro Wrestling Wave y Marvelous That's Women Pro Wresting.

## Carrera profesional

### Circuito independiente (2018–presente)
Comenzó su carrera como independiente en múltiples promociones. En Seadlinnng Shin-Kiba 21th NIGHT, el 6 de diciembre de 2019, hizo equipo con su compañera del stable La Fersa de Egoístas, Mima Shimoda, para derrotar a Takumi Iroha y Yoshiko. En New Ice Ribbon #1013 ~ RibbonMania 2019, un evento promovido por Ice Ribbon el 30 de diciembre de 2019, Kohgo compitió en el gauntlet match de retiro de Tequila Saya para 44 personas que terminó en un empate con límite de tiempo y también involucró a oponentes notables como Ken Ohka, Munenori Sawa, Manami Toyota, Ram Kaicho, Rina Shingaki, Matsuya Uno y muchos otros.
En el Sendai Girls Road To GAEAism, un evento promovido por Sendai Girls' Pro Wrestling el 10 de enero de 2021, compitió en un combate por equipos de 14 mujeres en el que formó equipo con Hibiki, Masha Slamovich, Mei Hoshizuki, Mikoto Shindo, Mio Momono y Rin Kadokura como "Team Mervelous" para derrotar al Team Sendai (Chihiro Hashimoto, Dash Chisako, Kanon, Manami, Mika Iwata, Natsuho Kaneko y Yurika Oka).

### Marvelous That's Women Wrestling (2018–presente)
Takeda hizo su debut en la lucha libre profesional el 24 de diciembre de 2018 en Marvelous Are You Ready? donde cayó ante Tsukasa Fujimoto.

### Pro Wrestling Wave (2019–2021)
Takeda también compitió en Pro Wrestling Wave. Luchó en uno de los eventos emblemáticos de la promoción, la edición de 2019 del torneo Catch the Wave, donde se colocó en el "Bloque Joven", consiguiendo un total de dos puntos tras enfrentarse a Hiro'e, Haruka Umesaki e Ibuki Hoshi. En Kariya WAVE, el 5 de diciembre de 2021, Takeda cayó ante Itsuki Aoki en una final del torneo de contendientes número uno por el campeonato individual Wave.

### World Wonder Ring Stardom (2021–presente)
Debido a las estrechas relaciones de World Wonder Ring Stardom con Marvelous, Takeda tuvo la oportunidad de trabajar en varios eventos promovidos por Stardom. Hizo su primera aparición en Stardom 10th Anniversary Grand Final Osaka Dream Cinderella, el 9 de octubre de 2021, donde hizo equipo con Rin Kadokura para derrotar a Cosmic Angels (Mina Shirakawa y Mai Sakurai).
En Osaka Super Wars, el último evento de la trilogía de Stardom Super Wars, que tuvo lugar el 18 de diciembre de 2021, formó equipo con Takumi Iroha y Rin Kadokura como "Team Marvelous" y cayó ante MaiHimePoi (Maika, Himeka Arita y Natsupoi) en un combate por equipos de seis mujeres por el Campeonato de Artistas de Stardom.
En Stardom New Blood 1, el 11 de marzo de 2022, formó equipo con Ai Houzan para derrotar a Cosmic Angels (Unagi Sayaka y Waka Tsukiyama). En la segunda noche del Stardom World Climax 2022 del 27 de marzo, María compitió en un Cinderella Rumble match de 18 mujeres que ganó Mei Suruga y en el que también participaron varias luchadoras que compitieron en el New Blood 1 como Haruka Umesaki, Nanami, Tomoka Inaba, Yuna Mizumori y otras.